# Victor Lake Park
Victor Lake Park är en park i Kanada.   Den ligger i provinsen British Columbia, i den södra delen av landet, 3 200 km väster om huvudstaden Ottawa. Victor Lake Park ligger 639 meter över havet.
Terrängen runt Victor Lake Park är huvudsakligen bergig, men åt nordväst är den kuperad. Victor Lake Park ligger nere i en dal. Runt Victor Lake Park är det mycket glesbefolkat, med 2 invånare per kvadratkilometer.. Närmaste större samhälle är Revelstoke, 14,5 km öster om Victor Lake Park. 
I omgivningarna runt Victor Lake Park växer i huvudsak barrskog.